# نیبیانو

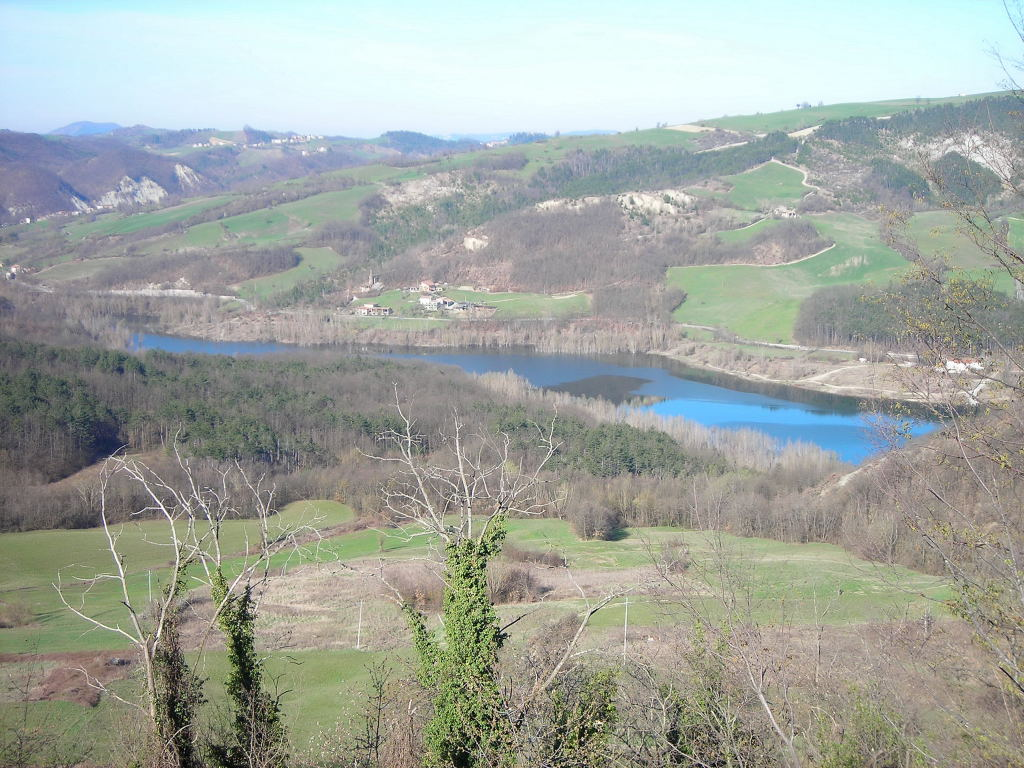
تصویری از مراتع نیبیانو

نیبیانو (به ایتالیایی: Nibbiano) یک منطقهٔ مسکونی در ایتالیا است که در استان پیاچنزا واقع شده‌است.

## خصوصیات
نیبیانو ۴۴٫۰ کیلومترمربع مساحت و ۲٬۳۹۲ نفر جمعیت دارد.